# Unai Cuadrado
Pour les articles homonymes, voir Cuadrado.
Unai Cuadrado Ruiz de Gauna,, né le 26 septembre 1997 à Eribe, est un coureur cycliste espagnol.

## Biographie
Unai Cuadrado est originaire d'Eribe. Il commence le cyclisme dès son enfance au Club Ciclista Foronda. En catégorie cadet et junior, il court à l'Iturribero de Durana.
Entre 2016 et 2018, il évolue au sein de divers clubs amateurs chez les espoirs (moins de 23 ans). Bon grimpeur, il devient champion du Pays basque espoirs en 2017. L'année suivante, il se distingue en obtenant une victoire (Mémorial Etxaniz) et de nombreuses places d'honneur, notamment dans sa région natale. 
Ses bons résultats lui permettent d'intégrer l'équipe de la Fundación Euskadi en 2019. Pour ses débuts professionnels, il se distingue au printemps en terminant quatorzième et meilleur jeune du Tour d'Aragon, seizième du Tour des Asturies ou encore dix-neuvième du Tour de la communauté de Madrid. Après ses performances, il est sélectionné en équipe nationale espoirs. Il se classe ainsi cinquième de l'Orlen Nations Grand Prix et septième de la Course de la Paix espoirs, deux manches de la Coupe des Nations U23.

## Palmarès et résultats

### Palmarès par année
- 2017
  - Champion du Pays basque sur route espoirs
  - 3e du Trophée Eusebio Vélez
- 2018
  - Mémorial Etxaniz
  - 2e du San Juan Sari Nagusia
  - 2e de la Prueba Loinaz
  - 2e de l'Oñati Proba

### Classements mondiaux
| Année                                 | 2018  | 2019 | 2020 | 2021  | 2022  |
| ------------------------------------- | ----- | ---- | ---- | ----- | ----- |
| Classement mondial                    | 3146e | 951e | 682e | 1271e | 2117e |
| UCI Europe Tour                       | 2086e | 685e | 551e | 913e  | 1327e |
|                                       |       |      |      |       |       |
| Légende : nc = non classéSource : UCI |       |      |      |       |       |